# Симплектична матриця
Симплектична матриця — в лінійній алгебрі квадратна матриця, порядок якої є парним числом, що є матрицею лінійного перетворення на симплектичному просторі, що зберігає симплектичну форму. Відповідне лінійне перетворення теж називається симплектичним.
Симплектичні перетворення і матриці є важливими в симплектичній геометрії, а також теорії груп Лі. Група всіх симплектичних матриць заданого порядку утворюють групу Лі, що називається симплектичною групою.

## Означення
Нехай {\displaystyle S} — симплектичний векторний простір і {\displaystyle \omega } — його симплектична форма, тобто невироджена кососиметрична білінійна форма. Лінійне перетворення {\displaystyle A} називається симплектичним, якщо {\displaystyle \omega (AX,AY)=\omega (X,Y),\;\;\forall X,Y\in S.} Матриця {\displaystyle M} називається симплектичною, якщо вона є матрицею деякого симплектичного перетворення.
На просторі {\displaystyle S} завжди можна вибрати базис, в якому {\displaystyle \omega (X,Y)=\sum _{i=1}^{n}x_{i}y_{n+i}-x_{n+i}y_{i},} де {\displaystyle x_{i},\;i=1,\ldots ,2n} і {\displaystyle y_{j},\;j=1,\ldots ,2n} — координати веторів {\displaystyle X} і {\displaystyle Y} у цьому базисі. Якщо ввести на {\displaystyle S} скалярний добуток {\displaystyle (X,Y)=\sum _{i=1}^{2n}x_{i}y_{i}} при тих же позначеннях, то отримується рівність:
{\displaystyle \omega (X,Y)=(X,\Omega Y),} де {\displaystyle \Omega } — блочна матриця виду
{\displaystyle \Omega ={\begin{bmatrix}0&I_{n}\\-I_{n}&0\\\end{bmatrix}}}
Визначник матриці {\displaystyle \Omega } рівний 1 і для неї справедливими є рівності {\displaystyle \Omega ^{-1}=\Omega ^{T}=-\Omega .}
З цих властивостей можна отримати еквівалентне означення симплектичної матриці: матриця називається симплектичною, якщо для неї виконується рівність:
{\displaystyle M^{\text{T}}\Omega M=\Omega \,.}
Для комплексних матриць зустрічаються різні означення симплектичних матриць, зокрема означення може бути таким, як і в попередній формулі в дійсному випадку або замість транспонування може використовуватися ермітове спряження {\displaystyle M^{*}.}

## Властивості
- З формули {\displaystyle M^{\text{T}}\Omega M=\Omega \,} і властивостей визначника відразу отримується результат, що {\displaystyle \det M=\pm 1.} Насправді для всіх симплектичних матриць {\displaystyle \det M=1.}
- Якщо M матриця розмірності 2n×2n то її можна записати у виді

{\displaystyle M={\begin{pmatrix}A&B\\C&D\end{pmatrix}}}
де A, B, C, D є матрицями розмірності n×n. Умова симплектичності M є еквівалентною умовам
{\displaystyle A^{\text{T}}D-C^{\text{T}}B=I}
{\displaystyle A^{\text{T}}C=C^{\text{T}}A}
{\displaystyle D^{\text{T}}B=B^{\text{T}}D.}
- З попереднього випливає, що квадратна матриця порядку 2 є симплектичною тоді і тільки тоді коли її визначник рівний 1.
- В попередніх позначеннях обернена матриця рівна

{\displaystyle M^{-1}=\Omega ^{-1}M^{\text{T}}\Omega ={\begin{pmatrix}D^{\text{T}}&-B^{\text{T}}\\-C^{\text{T}}&A^{\text{T}}\end{pmatrix}}.}
- {\displaystyle -\delta _{ij}=\sum _{k=1}^{n}m_{k,i+n}m_{n+k,j}-m_{n+k,i+n}m_{n,j}-m_{k,i}m_{n+k,j}+m_{k,i}m_{k,j}}
- При заміні базису, що задається матрицею {\displaystyle A}, відбувається перетворення матриці

{\displaystyle \Omega \mapsto A^{\text{T}}\Omega A}
і нові симплектичні матриці пов'язані зі старими через перетворення.
{\displaystyle M\mapsto A^{-1}MA.}
- Для додатноозначеної дійсної симплектичної матриці M існує матриця U у множині U(2n,R), для якої

{\displaystyle M=U^{\text{T}}DU\quad {\text{for}}\quad D=\operatorname {diag} (\lambda _{1},\ldots ,\lambda _{n},\lambda _{1}^{-1},\ldots ,\lambda _{n}^{-1}),}
 де діагональні елементи матриці D є власними значеннями матриці M.
- Для довільної дійсної симплектичної матриці M полярний розклад рівний [1]:

{\displaystyle M=UR\quad {\text{for}}\quad U\in \operatorname {U} (2n,\mathbb {R} ){\text{ and }}R\in \operatorname {Sp} (2n,\mathbb {R} )\cap \operatorname {Sym} _{+}(2n,\mathbb {R} ).}
- Довільна дійсна симплектична матриця є добутком трьох матриць:

{\displaystyle M=O{\begin{pmatrix}D&0\\0&D^{-1}\end{pmatrix}}O',}
such де O і O' є одночасно симплектичними і ортогональними і D є додатноозначеною і діагональною..